# Oskar Lapp
Oskar Lapp (* 20. März 1921 in Benshausen; † 25. April 1987) war ein deutscher Unternehmer und Erfinder. Gemeinsam mit seiner Frau Ursula Ida Lapp gründete er 1959 in Stuttgart die U.I. Lapp KG (heute U.I. Lapp GmbH). Heute ist die Lapp Holding ein weltweit tätiges Unternehmen im Bereich der Kabeltechnologie mit etwa 4.575 Mitarbeitern und rund 1,128 Mio. Euro Umsatz (2019/2020).

## Leben
Oskar Lapp machte zunächst eine Ausbildung als Dreher und Mechaniker und trat in den elterlichen Betrieb, in dem Drehteile und Ventile hergestellt werden, ein. Nach dem Zweiten Weltkrieg und fünf Jahren sowjetischer Kriegsgefangenschaft studierte er in den Jahren von 1949 bis 1952 Maschinenbau an der Fachhochschule Schmalkalden.
Im Jahr 1951 heiratete er Ursula Ida Emmelmann. 1957 siedelte die Familie nach Stuttgart über. Dort nahm Oskar Lapp eine Stelle als Ingenieur bei der Firma Harting an.

## Berufliches Wirken
1958 erfand Oskar Lapp die erste industriell gefertigte Steuerleitung der Welt. Das Produkt wurde später unter dem Markennamen Ölflex bekannt. Vor der Erfindung wurden einzelne Adern in Schläuche eingezogen. Da alle Komponenten schwarz waren, war der Aufwand für die Zuordnung der zusammengehörigen Kabelenden sehr aufwendig. Durch die Erfindung des Farbcodes für Einzeladern wurde der Aufwand bedeutend reduziert. Sein Unternehmen bot erstmals vorproduzierte Kabelstränge in der vom Kunden gewünschten Länge an. 1959 gründet er mit seiner Frau gemeinsam die U.I. Lapp KG. In den Folgejahren wuchs das Unternehmen kontinuierlich zum heutigen internationalen Unternehmen an.

## Ehrungen
Für seine umfangreichen Tätigkeiten im Sinne des Gemeinwohls, etwa in der Deutsch-Südafrikanischen Gesellschaft oder in der Stuttgarter Denkmalstiftung, wurde Oskar Lapp 1981 das Bundesverdienstkreuz am Bande verliehen. Er verstarb im Jahr 1987 an einer Herzkrankheit. 1992 gründete die Familie zu seinem Gedenken die Oskar-Lapp-Stiftung, mit der die Erforschung von Herzkrankheiten unterstützt wird. Im Jahr 2004 ehrte die Stadt Stuttgart den Unternehmer durch die Benennung einer Straße nach ihm. Seit 2007 trägt eine Halle der Messe Stuttgart seinen Namen.

## Zitate
- „Kabel verbinden die Gegenwart mit der Zukunft.“
- „Bei wichtigen Entscheidungen sollte man stets eine Nacht darüber schlafen.“
- „Ob wir unsere Ziele erreichen oder nicht, wird davon abhängen, ob es uns gelingt, die richtigen Mitarbeiter zu gewinnen.“

## Veröffentlichungen
- Oskar Lapp: Die Verteilung elektrischer Energie, Anwendung der Lichtwellentechnik. Idee und Federführung Oskar Lapp. Red.: Heinz Weidner, Werner Greue. O. Lapp, Stuttgart 1985, DNB 861074858 (608 S.).